# Tatsuya
Tatsuya (jap. たつや, タツヤ) – popularne męskie imię japońskie.

## Możliwa pisownia
Tatsuya można zapisać używając wielu różnych znaków kanji i może znaczyć m.in.:
- 竜也, „smok, być”[1]
- 達也, „osiągnąć, być”
- 辰也, „znak smoka, być”
- 龍也, „smok, być”
- 竜哉, „smok, sposób”
- 竜弥, „smok, przepełniony”
- 達矢, „osiągnąć, strzała”
- 達哉, „osiągnąć, sposób”

## Znane osoby
- Tatsuya Egawa (達也), japoński mangaka
- Tatsuya Endō (達哉), japoński mangaka
- Tatsuya Fujiwara (竜也), japoński aktor
- Tatsuya Fukuzawa (達哉), japoński siatkarz
- Tatsuya Hiruta (達也), japoński mangaka
- Tatsuya Inouye (達也), japoński lekarz okulista
- Tatsuya Isaka (達也), japoński aktor
- Tatsuya Ishihara (立也), japoński reżyser anime
- Tatsuya Ishii (竜也), japoński piosenkarz, autor tekstów, artysta
- Tatsuya Kawajiri (達也), japoński zawodnik mieszanych sztuk walki (MMA) wagi lekkiej
- Tatsuya Nagatomo (達也), japoński aktor i seiyū
- Tatsuya Nakadai (達矢), japoński aktor
- Tatsuya Yoshida (達也), japoński muzyk i kompozytor

## Fikcyjne postacie
- Tatsuya Himekawa (竜也), bohater mangi i anime Beelzebub
- Tatsuya Himuro (辰也), bohater mangi i anime Kuroko no Basket
- Tatsuya Kimura (達也), bohater mangi i anime Hajime no Ippo
- Tatsuya Uesugi (達也), główny bohater mangi Touch
- Tatsuya Shima (達也), bohater mangi Wangan Midnight